# Dictyacium ambiguum
Dictyacium ambiguum är en tvåvingeart som först beskrevs av Friedrich Hermann Loew 1864.  Dictyacium ambiguum ingår i släktet Dictyacium och familjen kärrflugor. Inga underarter finns listade i Catalogue of Life.